# Kristina Wjatscheslawowna Grigorowskaja
Kristina Wjatscheslawowna Grigorowskaja (russisch Кристина Вячеславовна Григоровская; * 7. April 2000) ist eine russische Handball- und Beachhandballspielerin.

## Hallenhandball
Kristina Grigorowskaja wurde bei GK Dynamo Wolgograd ausgebildet und spiele dort in den U-Mannschaften, bevor sie bis 2019 auch für die zweite Mannschaft und 2017/18 in sechs und 2018/19 in zwei Fällen für die erste Mannschaft auflief und insgesamt zwei Tore erzielte.
Sie gehörte für den Jahrgang der 2000 geborenen Spielerinnen den russischen U-Mannschaften an. Die Defensivspezialistin spielt auf der Position Rückraum links.

## Beachhandball
Im Beachhandball bestritt Grigorowskaja ihr erstes Turnier für die Nationalmannschaft der weiblichen Jugend Russlands im Rahmen der Jugend-Europameisterschaften 2016 (U16) in Nazaré. Nach Niederlagen gegen die Niederlande und Spanien und nur einem Sieg über Bulgarien verpassten die Russinnen das Viertelfinale und erreichten nur die Platzierungsspiele. Gegen Spanien schied sie nach der zweiten Zeitstrafe vorzeitig aus dem Spiel aus. Auch die weiteren Spiele um den neunten Rang gewannen sie Russinnen über Rumänien und Polen uns schlossen das Turnier als bester Nicht-Viertelfinalist ab. Grigorowskaja bestritt alle sechs möglichen Spiele, war aber einzig auf Defensivarbeiten beschränkt und erzielte keinen Punkt.
Das nächste internationale Turnier bestritt Grigorowskaja 2018 bei den Jugendeuropameisterschaften in Ulcinj, Mazedonien. Nachdem Russland alle Vorrundenspiele gewonnen hatte, traf man als Tabellen-Erste ihrer Gruppe schon im Viertelfinale auf die Turnier-Favoriten aus Ungarn, die sich eine seltene Niederlage gegen Spanien geleistet hatten und so nur Gruppenzweite waren. Nachdem der erste Satz klar mit 14-20 verloren wurde, gestaltete sich der zweite Satz mit 17-19 enger, doch gewann am Ende Ungarn das Spiel klar mit 2-0 Sätzen. Grigorowskaja wurde in dem Spiel mit einer Roten Karte vom Platz gestellt. Somit spielte Russland anschließend nur noch um die Platzierung, schlug hier zunächst die Ukraine, unterlag dann aber im Spiel um Rang fünf Spanien. Gegen die Ukraine war sie nach dem Platzverweis gesperrt. Am Ende bestritt sie fünf der sechs Spiele und blieb wiederum ohne Treffer.

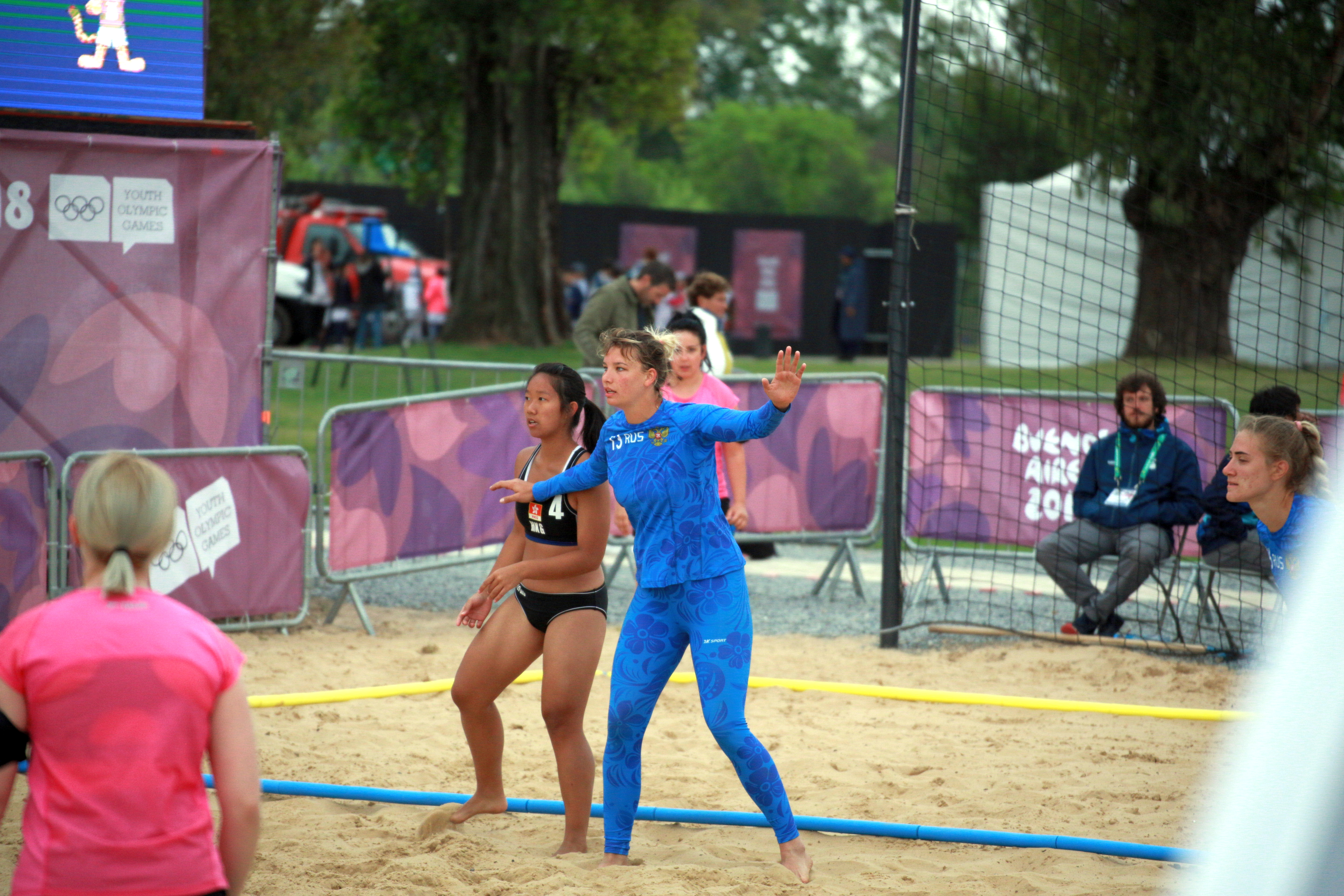
Grigorowskaja (blau) verteidigt gegen Hoi Kiu So im Trostrundenspiel gegen Hongkong bei den Olympischen Jugendspielen

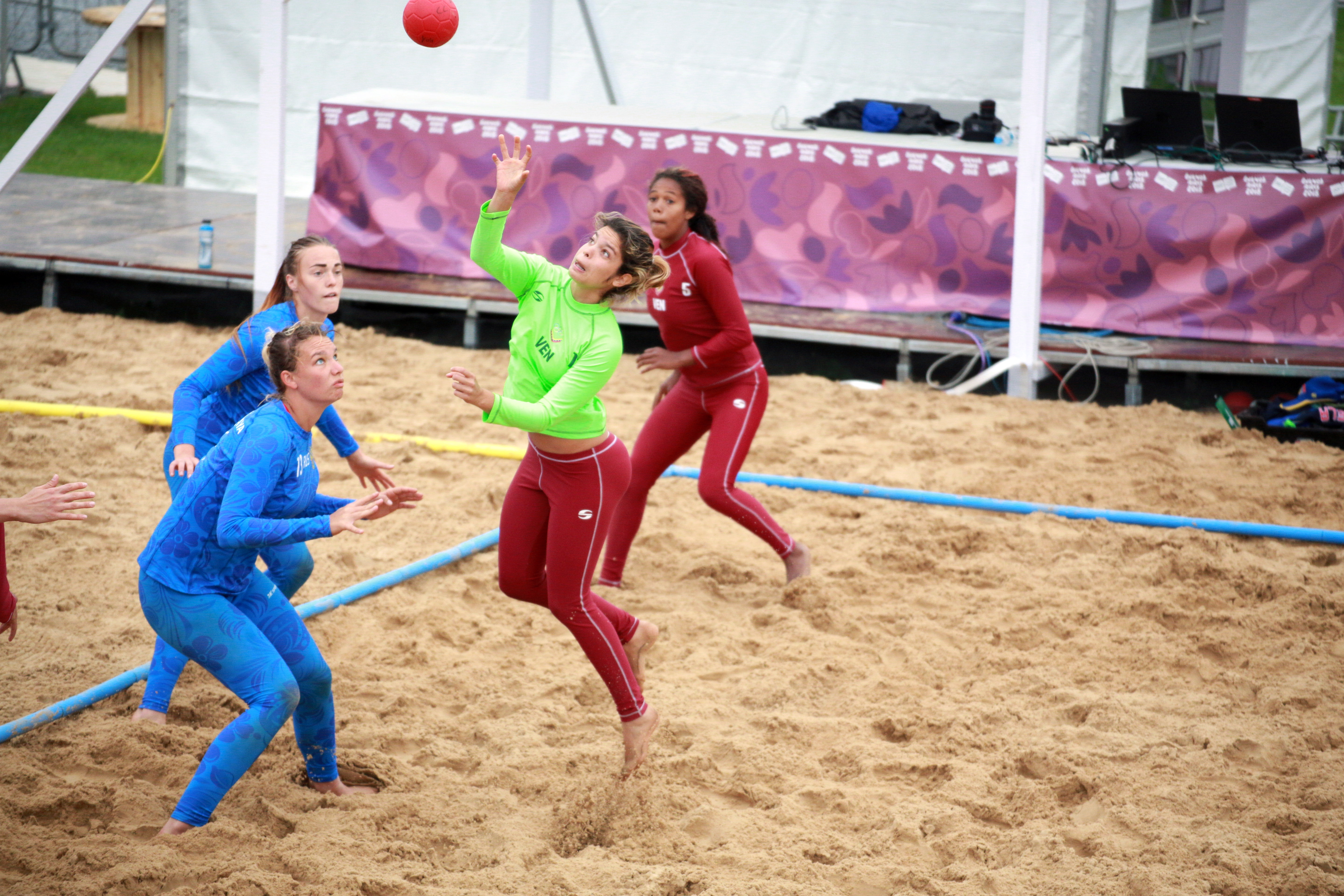
Grigorowskaja (blau, vorn) verteidigt mit Wiktoria Dawydowa gegen Risandry Solar (grün) und Milena Cordero im letzten Trostrundenspiel gegen Venezuela bei den Olympischen Jugendspielen

Für die Olympischen Jugend-Sommerspiele 2018 in Buenos Aires erhielt Russland eine der beiden Wildcards. Beachhandball war in Argentinien zum ersten Mal im olympischen Programm. Russland startete mit einer Niederlage im Shootout gegen Chinesisch-Taipeh (Taiwan) in das Turnier und unterlag auch im nächsten Spiel klar gegen Kroatien. Gegen Taiwan leistete sich Grigorowskaja einen schweren Ballverlust und verursachte einen Strafstoß. Zudem erhielt sie eine Zeitstrafe. Auch das dritte Spiel wurde gegen Ungarn, eine der Favoriten-Mannschaften, verloren. Erneut zeigte sich Grigorowskaja als harte Abwehrspielerin und verursachte zwei Strafwürfe. Zudem konnte sie erfolgreich einen gegnerischen Wurf blocken. Gegen Amerikanisch-Samoa, einen der beiden krassen Außenseiter, gelang schließlich im vierten Spiel der erste, sehr deutliche Sieg. Grigorowskaja konnte hier mit einem Assist ihre einzige nachhaltige Offensivaktion im Turnier zeigen. Zudem gelang ihr eine Balleroberung (Steal). Der Sieg im nächsten Spiel über Mauritius war noch deutlicher, im gesamten Spiel ließen die Russinnen nur 12 gegnerische Würfe zu. Nur in einem anderen Spiel warf eine Mannschaft weniger als die sechs Punkte von Mauritius gegen Russland, zudem erzielte nur Ungarn mit 68 Punkten bei ihrem Sieg über Russland mehr Punkte als Russland mit 61 bei diesem Sieg über Mauritius. Dennoch schaffte Russland die Qualifikation für die Hauptrunde nicht und musste in die Trostrunde. Hier gewannen sie das erste Spiel gegen Hongkong deutlich. Auch gegen die Türkei und Venezuela wurde klar in zwei Sätzen gewonnen. Gegen die Türkei konnte sie mit vier Blocks bei gegnerischen Würfen einen recht hohen Wert, zudem erhielt sie ihre zweite Zeitstrafe im Turnier. Gegen Venezuela kamen weitere zwei Steals und eine dritte Zeitstrafe hinzu. Venezuela war schließlich auch der Gegner im letzten Platzierungsspiel um den siebten Rang. Beide Sätze waren sehr knapp und konnten von Russland jeweils nur mit einem Punkt Vorsprung gewonnen werden. Grigorowskaja erhielt erneut eine Zeitstrafe, sie hatte einen schweren Ballverlust zu verzeichnen und war für zwei Strafwürfe der Venezuelaner verantwortlich. Grigorowskaja kam in allen neun möglichen Spielen zum Einsatz und erzielte als einzige der russischen Spielerinnen kein Tor, selbst die Torhüterin Jekaterina Karabutowa erzielte mit acht weitaus mehr Punkte. Vier Zeitstrafen waren zudem der Höchstwert des russischen Teams.

## Einzelbelege
1. ↑  European Handball Federation - 2016 Women's ECh Beach Handball 16 / Final Tournament. Abgerufen am 7. April 2021 (englisch).
2. ↑  European Handball Federation - 2018 Women's ECh Beach Handball 18 / Final Tournament. Abgerufen am 23. Februar 2021 (englisch).
3. ↑  in der Trostrunde erzielt Mauritius gegen Venezuela nur vier Punkte, in der Vorrunde gegen Kroatien und Ungarn sowie in der Trostrunde gegen die Türkei ebenfalls nur sechs Punkte
4. ↑  allerdings einschließlich des Shootout
5. ↑  2018 Summer Youth Olympics Official Result Book Beach handball

| Personendaten    | Personendaten |
| ---------------- | --- |
| NAME             | Grigorowskaja, Kristina Wjatscheslawowna                                                                                              |
| ALTERNATIVNAMEN  | Dudkina, Jelisaweta; Григоровская, Кристина Вячеславовна (russisch); Grigorovskaya, Kristina Vyacheslavovna (englische Transkription) |
| KURZBESCHREIBUNG | russische Handballspielerin |
| GEBURTSDATUM     | 7. April 2000 |